# Rhipsalis teres
Rhipsalis teres iés una espècie de planta que pertany al gènere Rhipsalis de la família de les cactàcies.

## Descripció
Rhipsalis teres creix de forma epífita o litòfita arbustiva, al principi una mica vertical, posteriorment penjant, tiges molt ramificades i amb un creixement il·limitat. Les tiges són verdes, cilíndriques i llises, i acaben en una arèola composta. Són individuals, alterns o s'uneixen en verticils de tres a sis o més tiges. Tenen de 6 a 9 centímetres de llarg i fan entre 2 i 3 mil·límetres de diàmetre. Les arèoles estan recobertes de llana grisa i ocasionalment amb un o dos pèls.
Les flors de color blanc groguenc apareixen lateralment a les joves tiges. Tenen fins a 12 mil·límetres de llarg i arriben al mateix diàmetre. Els fruits esfèrics deprimits són blancs.

## Distribució
Rhipsalis teres està estesa al sud i sud-est del Brasil.

## Taxonomia
Rhipsalis teres va ser descrita per Ernst Gottlieb von Steudel i publicat a Nomenclator Botanicus. Editio secunda 2: 449. 1841.
Etimologia
Rhipsalis : epítet grec que significa "cistelleria"
teres: epítet llatí que significa "arrodonit, llis, rodó".
Sinonímia
- Cactus teres Vell.